# 阿努·韦赫维莱宁
阿努·海伦娜·韦赫维莱宁（芬蘭語：Anu Helena Vehviläinen；1963年9月9日—），芬兰中间党从政人物，2020年6月至2022年2月担任芬兰议会议长一职。她之前曾担任过政府部长：自2015至2019年间担任西比莱内阁中的市镇及改革部长，2019年5月至6月市镇及交通部长，以及2007至2011年间万哈宁第二任内阁和基维涅米内阁中的交通部长。